# Kitten on the Keys
Kitten on the Keys, née Suzanne Ramsey en 1963 à Walnut Creek aux États-Unis,, est une chanteuse, musicienne, et actrice américaine de cabaret New burlesque et de cinéma.

## Biographie
Suzanne Ramsey est née à Walnut Creek près d'Oakland mais a grandi à Lafayette en Californie. Jouant de différents instruments (piano, batterie, guitare), elle part pour San Francisco où elle s'installe et participe à différents mouvements punk notamment en 1986 au sein d'un groupe Sugar Babydoll avec Courtney Love. Durant les années 1990, elle se produit sur différentes scènes de la culture alternative de la ville.
En 2007, Mathieu Amalric qui cherche des actrices pour un projet de film basé sur le New burlesque après l'avoir vu sur scène lors du festival Tease-O-Rama de San Francisco, décide de l'intégrer à sa troupe de danseuses de Tournée. À la suite du succès de Tournée et au regain d'intérêt pour le New burlesque, elle se produit dans une série de spectacles en France et en Europe avec l'ensemble de la troupe du film en 2010-2013,. Son rôle sur scène s'apparente plus à celui d'une chanteuse-musicienne et de meneuse de revue qualifiée de « mi-Mae West, mi-Jayne Mansfield ». Après trois ans de tournée, la directrice artistique Kitty Hartl fait appel à l'automne 2013 au plasticien français Pierrick Sorin pour y intégrer de nouvelles créations visuelles.

## Filmographie
- 2005 : Confinement de David Lee Stewart - Rachel / Hunter
- 2010 : Tournée de Mathieu Amalric - Elle-même